# Stadt in Flammen
Stadt in Flammen (OT: City on Fire) ist ein Katastrophenfilm des Regisseurs Alvin Rakoff aus dem Jahr 1979, der in US-amerikanisch-kanadischer Co-Produktion entstand.

## Handlung
William Dudley, der korrupte Bürgermeister einer Großstadt im amerikanischen Mittelwesten, hat den Bau einer Ölraffinerie nahe dem Stadtzentrum genehmigt. Problematisch ist, dass die Raffinerie keinen Zugang zum Wasser hat. Kein Fluss, kein See oder Reservoir ist in der Nähe. Gleichzeitig ist ein neues Krankenhaus errichtet worden, welches durch Dudleys Misswirtschaft nur dürftig ausgestattet ist. Dr. Whitman, der neue Krankenhausdirektor, prangert die Missstände offen an, wird aber zum Schweigen verdammt.
Stover, ein labiler Angestellter der Raffinerie, ist von der Millionenerbin Diana Brockhurst-Lautrec besessen. Diese war eine ehemalige Mitschülerin von ihm und ist seiner Meinung nach nur durch Heirat in die besseren Kreise aufgestiegen. Diana selbst ist zur Eröffnung des Krankenhauses angereist und auch eine alte Freundin von Whitman. Stover wird nicht nur bei einer seiner Meinung nach überfälligen Beförderung übergangen, sondern er wird gefeuert, weil er einen Abteilungswechsel nicht akzeptieren will. Stover will sich rächen und schließt Ventile einer Pipeline. Durch den dadurch entstehenden Überdruck wird Alarm ausgelöst. Die Verwirrung nutzt er, um einen Tanklaster in die Regenrinnen im Boden zu entleeren. Benzin strömt in die Umgebung und in die Kanalisation. Bei Schweißarbeiten einige Kilometer weiter entzündet sich das Benzin. Eine Feuerwalze schießt durch die Kanalisation und erreicht in Sekunden die Raffinerie. Nicht nur die Raffinerie wird zerstört, auch in der Stadt selbst entstehen dutzende Brände.
Dr. Whitman und seine Mitarbeiter versuchen, die Verletzten zu versorgen, während der Feuerwehrchef Risley seine Rettungsmannschaften mit schlechter Ausrüstung zu den Brandherden schicken muss. Die alkoholkranke Reporterin Maggie Grayson sieht in der Katastrophe hingegen eine Chance, sich mit einer aktuellen Story zu etablieren. Mehr und mehr Verletzte strömen in die Klinik, während sich die Brände immer weiter ausbreiten. Zeitgleich fliehen die Menschen aus der Stadt. Schließlich entscheiden Dudley und Risley, dass das Krankenhaus evakuiert werden muss, da die Brände drohen, das Gebäude im Feuersturm zu zerstören.
Während der Evakuierung erreichen die Brände das Krankenhaus und machen einen Einsatz mit Fahrzeugen unmöglich. Die Feuerwehr muss mit Schläuchen einen Korridor bilden, um die Menschen vor der Hitze zu schützen. Stover selbst, der wegen Diana im Krankenhaus blieb, sowie mehrere Krankenpfleger kommen ums Leben. Dr. Whitman gelingt als letztem die Flucht, bevor das Krankenhaus in einem gigantischen Feuerball explodiert.
Am Ende erfährt man, dass offenbar die gesamte Stadt abgebrannt ist. Dr. Whitman und Diana finden zueinander.

## Kritiken
Das Lexikon des Internationalen Films bezeichnete den Film als ein "technisch sehr aufwendiges Spektakel, in dem aber die realen Bedrohungen unserer modernen Stadtlandschaften hinter einer zu konstruierten Handlung und grellen Schaueffekten zu kurz kommen."
Die Filmzeitschrift Cinema schrieb: "Als Werk der Vernichtung ist dieses Spektakel konsequent: Es verheizt ein Heer von Altstars als Statisten einer monströsen Pyrotechniker-Show. Ava Gardner und Leslie Nielsen, dazu die Oscar-Gewinner Henry Fonda und Shelley Winters, ihnen allen bleibt in den Rauchschwaden die Puste weg."
Der "TV Guide" spottete, der Film sei eine schlechte Entschuldigung für einen Katastrophenfilm. Zwar sei die Besetzung gut, doch mache es das unfreiwillig komische Drehbuch schwer, den Film durchzustehen.

## Hintergrund
Der Film ist einer der wenigen Produktionen, dessen Uraufführung im Ausland stattfand. Am 24. Mai 1979 wurde er erstmals in Deutschland gezeigt. In Kanada erschien er erst am 29. August des gleichen Jahres, in den USA sogar erst am 31. August.
Die Produktion hatte ein geschätztes Budget von 5,3 Millionen US-Dollar.
Der Film, unterstützt von der staatlichen Produktionsgesellschaft Telefilm Canada, wurde in Montreal gedreht. Wie üblich bei Katastrophenfilmen dieser Zeit wurden viele Filmstars eingesetzt, wobei Fonda, Gardner, Winters und Franciscus schon zu den Veteranen dieses Genres zählten.
Elemente des Films nehmen Bezug auf die Texas-City-Explosion, die im April 1947 581 Menschen das Leben kostete.
William McCauley, der Komponist der Filmmusik, arbeitete hier mit seinem Sohn Matthew zusammen.
2000 entstand ein Remake unter dem Titel Blaze - Stadt im Feuersturm.